# Jelena Nikolajevová (atletka)
Jelena Nikolajevna Nikolajevová (rusky Елена Николаевна Николаева; * 1. února 1966, Akšiki, Čuvašsko) je bývalá sovětská a později ruská atletka, která se věnovala sportovní chůzi. Od roku 1996 drží časem 41:04 nejlepší světový výkon v chůzi na 10 km.
Na letních olympijských hrách v Barceloně v roce 1992 se konala poprvé v historii her chodecká disciplína žen, závod na 10 km. Nikolajevová zde v barvách Společenství nezávislých států získala stříbrnou medaili. O čtyři roky později v Atlantě se stala vůbec poslední olympijskou vítězkou na této trati. Od olympijských her v Sydney 2000 ženy závodí na dvojnásobné, dvacetikilometrové trati.
Na halovém mistrovství světa v Torontu v roce 1993 získala titul na tříkilometrové trati. V roce 1998 vybojovala zlatou medaili (10 km) na Hrách dobré vůle. O tři roky později na dvojnásobné trati doběhla v australském Brisbane druhá. Ve 37 letech se stala na světovém šampionátu v Paříži 2003 mistryní světa v chůzi na 20 km.

## Osobní rekordy
- 10 km chůze – 41:04 – 20. duben 1996, Soči
- 20 km chůze – 1:26:22 – 18. květen 2003, Čeboksary